# St Mary's, Scillyöarna
St Mary's är  den största ön inom den brittiska ögruppen Scillyöarna, Cornwall, i den södra delen av landet, 500 km väster om huvudstaden London. Arean är 7,2 kvadratkilometer. Här bodde den tidigare brittiske premiärministern Harold Wilson åren fram till sin död 1995. Scillyöarnas största stad Hugh Town ligger på St Mary's. Administrativt utgör St Mary's en civil parish inom enhetskommunen Scillyöarna som är en del av det ceremoniella grevskapet Cornwall.
Terrängen på St Mary's är platt. Öns högsta punkt är 50 meter över havet. Den sträcker sig 3,8 kilometer i nord-sydlig riktning, och 3,8 kilometer i öst-västlig riktning.